# Найзаможніші люди України 2009

## Версія журналуForbes
Американський діловий журнал «Форбс» в березні оприлюднив свій щорічний список мільярдерів. У списку супербагатіїв «Форбса» є чотири громадянина України. Найвищий щабель серед мільярдерів України займає Віктор Пінчук: 2,6 мільярда ставлять його на 246 сходинку (торік було 5 млрд та 203-е місце). Forbes відзначає, що минулого року бізнесмен продав за 2,2 мільярда доларів «Укрсоцбанк» італійському UniCredit Group. Виручені кошти, пише журнал, власник компанії «Інтерпайп» в основному витратив на нерухомість. Зокрема, йдеться про віллу Costa Smeralda на Сардинії, а також будинок у Лондоні (160 мільйонів доларів). Крім того, Пінчук поповнив свою артколекцію роботами Демієна Герста, Джефа Кунса та Андреаса Ґурскі, а також організував за 500 тисяч доларів концерт Пола Маккартні в Києві. У Ріната Ахметова, за даними американського журналу, від торішніх $ 7,3 млрд. (127 місце) у 2009 залишилося 1,8 (397-е місце), у Ігоря Коломойського від 4,2 лишилось 1,2, а у Геннадія Боголюбова від 4,0 лишилось 1,1 мільярда доларів (місця в шостій та сьомій сотні).

### Рейтинг Forbes
| №   | Ім'я               | Сфера інтересів             | $ млн у 2009 | $ млн у 2008 | Основні активи, держпосада протягом року |
| 246 | Віктор Пінчук      | металургія, диверсифіковано | 2 600        | 5 000        | ФПГ EastOne                              |
| 397 | Рінат Ахметов      | металургія, диверсифіковано | 1 800        | 7 300        | ФПГ СКМ, Нардеп від ПР                   |
| 601 | Ігор Коломойський  | фінанси, диверсифіковано    | 1 200        | 4 200        | ФПГ Приват                               |
| 647 | Геннадій Боголюбов | фінанси, диверсифіковано    | 1 100        | 4 000        | ФПГ Приват                               |

## Версія журналуФокус[7]

### Цікаві факти
- Це вже третій рейтинг журналу Фокус. Перший з'явився 2007 року, мав лише 100 найзаможніших українців та до нього тоді включали також іноземців, які володіли значним бізнесом в Україні.[8]
- У списку 2009 також є іноземні громадяни, якщо їхні основні активи знаходилися в Україні протягом 2009 року.
- Загальні статки всіх в рейтингу за 2008 рік перевищували $100 млрд. У 2009 році вони склали трохи більше $30 млрд.
- Галузі, що зробили деяких бізнесменів багатіями, в умовах світової кризи їх стрімко розорили. Якщо у 2008 найбільше зростання доходів приносили металургія, машинобудування та енергетика, то у 2009 році наявність активів в цих галузях часто додавала все більше головного болю їх власникам. Максимальні втрати в грошовому еквіваленті понесли саме металурги. Найскладніша ситуація склалася в банківській сфері, будпромисловості та роздрібної торгівлі, найлекгша у тих хто володів енергетичними активами.

### Методика оцінювання
Оцінювалися тільки видимі активи компаній на підставі офіційних даних, публічної інформації, консультацій з експертами і даних, наданих самими власниками оцінювалися вартість компаній, якими володіє учасник рейтингу, нерухомість, а також доходи / витрати фігурантів рейтингу від реалізації / на покупку активів за звітний період (березень 2008 р. – лютий 2009 р. включно) нерухомість оцінювалася виходячи із середньої ціни за квадратний метр в містах України; при цьому враховувалося її призначення і розташування; якщо у власності учасника рейтингу знаходяться житлові комплекси, оцінювалися тільки реалізовані і здані в експлуатацію об’єкти якщо власність розподілена між членами сім’ї, оцінювалася загальна вартість активів якщо учасники рейтингу належать до однієї групи з розмитою структурою власності, оцінка проводилася виходячи з аналізу прямої участі в ключовому активі групи всі публічні компанії оцінювалися за їх ринковою капіталізацією; оцінка непублічних компаній проводилася порівняльним методом, з використанням компаній-аналогів, акції яких торгуються на фондових біржах Східної Європи та Азії, з урахуванням обсягу продажів, прибутку, власного капіталу для публічних компаній як оцінка бралася їхня капіталізація станом на 15 березня 2009 оцінка зарубіжних активів проводилася тільки при наявності достатньої та достовірної інформації; оцінка будівельних компаній проводилася виходячи з вартості реалізованих об’єктів, що знаходяться в їх власності; банки оцінювалися на підставі власного капіталу з урахуванням якості фінансової установи враховувалися завершені угоди злиття та поглинання; якщо сума угоди не оголошувалася, її оцінка проводилася експертним шляхом. Не оцінювалися активи, що знаходяться в пасивному управлінні, на які право власності чітко не простежується активи компаній, які фактично є торговими будинками в групі і виконують, по суті, посередницьку функцію особисте майно спірну власність або майно, права на яке не можна визначити однозначно.

### Рейтинг 150 найзаможніших Українців
| Місце | Ім'я                          | Компанія                                  | $ млн у 2009 | $ млн у 2008 |
| 1     | Рінат Ахметов                 | SCM Group                                 | 3 683        | 14 620       |
| 2     | Віктор Пінчук                 | Interpipe Group                           | 3 522        | 10 500       |
| 3     | Ігор Коломойський             | Група «Приват»                            | 2 294        | 4 760        |
| 4     | Геннадій Боголюбов            | Група «Приват»                            | 2 168        | 4 500        |
| 5     | Костянтин Жеваго              | Фінанси і кредит                          | 969.8        | 3 830        |
| 6     | Володимир Бойко               | ММК ім. Ілліча                            | 743.5        | 3 151        |
| 7     | Віталій Гайдук                | «Індустріальний союз Донбасу»             | 704.3        | 2 770        |
| 8     | Сергій Тарута                 | «Індустріальний союз Донбасу»             | 673.8        | 2 650        |
| 9     | Вадим Новинський              | «Смарт Холдинг»                           | 671.2        | 2 550        |
| 10    | Леонід Юрушев                 | АКБ «Форум»                               | 663.2        | 1 270        |
| 11    | Леонід Черновецький           | Концерн «Правекс»                         | 645.1        | 990          |
| 12    | Дмитро Фірташ                 | DF Group                                  | 626.7        | 1 710        |
| 13    | Петро Порошенко               | Укрпромінвест                             | 620.3        | 1 450        |
| 14    | Сергій Тігіпко                | Група ТАС                                 | 616.2        | 900          |
| 15    | Костянтин Григоришин          | «Енергетичний стандарт»                   | 554.5        | 1 731        |
| 16    | Леонід Байсаров               | шахта Красноармійська-Західна №1          | 472.2        | 1 540        |
| 17    | Валерій Хорошковський         | U.A. Inter Media Group                    | 384.3        | 1 160        |
| 18    | Андрій і Сергій Клюєви        | «Укрпідшипник»                            | 356.8        | 635          |
| 19    | Федір Шпиг                    | «Молочний альянс»                         | 344.8        | 930          |
| 20    | Віталій Антонов               | «Галнафтогаз»                             | 334.8        | 720          |
| 21    | Алекс Шнайдер                 | «Запоріжсталь»                            | 334.5        | 1 190        |
| 22    | Юрій Косюк                    | «Миронівський хлібопродукт»               | 324.5        | 980          |
| 23    | Олексій Мартинов              | Група «Приват»                            | 315.3        | 1 285        |
| 24    | Едуард Шифрін                 | «Запоріжсталь»                            | 295.2        | 1 050        |
| 25    | Таріел Васадзе                | УкрАвто                                   | 290.7        | 780          |
| 26    | Григорій і Ігор Суркіси       | ФК «Динамо»                               | 288.9        | 915          |
| 27    | Олександр Слободян            | «Оболонь»                                 | 277.5        | 730          |
| 28    | Євген Черняк                  | ТМ «Хортиця»                              | 250.3        | 522          |
| 29    | Василь Хмельницький           | Київ Інвестмент Груп                      | 246.8        | 920          |
| 30    | Андрій Охлопков               | «Союз-Виктан»                             | 232.8        | 650          |
| 31    | Андрій Веревський             | «Кернел Груп»                             | 231.9        | 615          |
| 32    | Андрій Іванов                 | «Київ Інвестмент Груп»                    | 225.3        | 840          |
| 33    | Володимир і Гліб Загорій      | Фармацевтична фірма «Дарниця»             | 215          | не включений |
| 34    | Сергій Кій                    | АРС                                       | 214.3        | не включений |
| 35    | Ігор Єремеєв                  | Група «Континиум»                         | 211.8        | 670          |
| 36    | Степан Івахів                 | Група «Континиум»                         | 205.8        | не включений |
| 37    | Віктор Нусенкіс               | «Донецьксталь»                            | 202.4        | 655          |
| 38    | Степан і Олександр Глусі      | УВК Nemiroff                              | 199.7        | не включений |
| 39    | Яків Грибов                   | УВК Nemiroff                              | 199.7        | 540          |
| 40    | Валентин Ландик               | Група «Норд»                              | 195.3        | 392          |
| 41    | Ігор Беззуб                   | Колишній співвласник «Сандора»            | 195.1        | 441          |
| 42    | Сергій і Олександр Буряки     | Брокбізнесбанк                            | 194.9        | 1 040        |
| 43    | Олександр Деркач              | «Молочний альянс»                         | 192.3        | 455          |
| 44    | Борис Колесников              | Група «КОНТІ»                             | 189.7        | 470          |
| 45    | Іван Гута                     | Mriya Agro Holding Plc                    | 187.3        | не включений |
| 46    | Олександр Ярославський        | DCH. IM                                   | 172.5        | 905          |
| 47    | Євген Сігал                   | Комплекс «Агромарс»                       | 163.5        | 430          |
| 48    | Антон Пригодський             | Межрегіональний промисловий союз          | 121.5        | не включений |
| 49    | Анатолій Юркевич              | «Мілкіленд»                               | 120.7        | 285          |
| 50    | Віктор Медведчук              | МАК «БІ.АЙ.ЕМ»                            | 120.6        | 460          |
| 51    | Георгій Скудар                | Новокраматорський машзавод                | 120.5        | 630          |
| 52    | Павло Костенко                | Українська продовольча компанія           | 119.9        | не включений |
| 53    | Філя Жебровська               | «Фармак»                                  | 118.7        | 251          |
| 54    | Олександр Роднянський         | Колишній власник канала «1+1»             | 113.9        | 375          |
| 55    | Олександр Мартинов            | Rainford                                  | 109.9        | 290          |
| 56    | Дмитро Волошко                | «Молочний альянс»                         | 109          | не включений |
| 57    | Володимир Авраменко           | «А.В.К.»                                  | 105.8        | 259          |
| 58    | Валерій Кравець               | «А.В.К.»                                  | 105.8        | не включений |
| 59    | Олександр Фельдман            | АВЕК ХОЛДИНГ                              | 103.7        | 280          |
| 60    | Роман Лунін                   | «Ритейл Груп»                             | 101.6        | 690          |
| 61    | Ігор Баленко                  | «Фуршет»                                  | 99           | 632          |
| 62    | Віталій Цехмистренко          | Група «Райз»                              | 96.2         | 265          |
| 63    | Ігор Гуменюк                  | АРС                                       | 93.3         | 195          |
| 64    | Володимир Костельман          | Fozzy Group                               | 92.4         | 432          |
| 65    | Володимир Продивус            | «Мостобуд»                                | 90.6         | 205          |
| 66    | Володимир Матвієнко           | Промінвестбанк                            | 88.7         | 1015         |
| 67    | Ернест Галієв                 | УкрСиббанк                                | 85.6         | 495          |
| 68    | Олег Боярин                   | «Атолл Холдинг»                           | 85.6         | 245          |
| 69    | Микола Янковський             | Концерн «Стірол»                          | 83.8         | 480          |
| 70    | Микола Толмачов               | ТММ-холдинг                               | 82.8         | 735          |
| 71    | Олександр Савчук              | Маріупольський тяжмаш                     | 82.4         | 389          |
| 72    | Дмитро Святаш                 | АІС                                       | 82.3         | 200          |
| 73    | Василь Поляков                | АІС                                       | 82.3         | 200          |
| 74    | Віктор Тополов                | KDD Group                                 | 76.6         | не включений |
| 75    | Вячеслав Богуслаєв            | «Мотор Січ»                               | 75.3         | 372          |
| 76    | Вадим Єрмолаєв                | ТПК «Алеф»                                | 73.2         | 227          |
| 77    | Сергій Цюпко                  | Київський ювелірний завод                 | 72.3         | 189          |
| 78    | Олександр Грановський         | Концерн «Оверлайн»                        | 70.8         | не включений |
| 79    | Владислав Дрегер              | «Донецькавтотранс»                        | 70           | не включений |
| 80    | Андрій і Володимир Колодюки   | AVentures Group                           | 67.6         | 350          |
| 81    | Алекс Ровт                    | IBE Trade Corp.                           | 65.8         | 380          |
| 82    | Борис Кауфман                 | Концерн «Оверлайн»                        | 65.5         | 180          |
| 83    | Іван Аврамов                  | «Донбасхолдинг»                           | 65.3         | не включений |
| 84    | Василь Горбаль                | Укргазбанк                                | 65.2         | 530          |
| 85    | Леонід Климов                 | Імексбанк                                 | 64.6         | 431          |
| 86    | Анатолій Гіршфельд            | УПЭК                                      | 64.2         | 165          |
| 87    | Сергій Максимов               | VAB Банк                                  | 62.3         | 545          |
| 88    | Олександр Кардаков            | Компанія «Інком»                          | 61.2         | 157          |
| 89    | Ігор Дворецький               | «Запад Резерв»                            | 61.2         | 440          |
| 90    | Борис Шестопалов              | «Хлібодар»                                | 60.2         | не включений |
| 91    | Олег Радковський              | Холдинг «Берег-Сервіс»                    | 60.1         | не включений |
| 92    | Віктор Іванчик                | «Астарта-холдинг»                         | 58.9         | 150          |
| 93    | Валерій Коротков              | «Астарта-холдинг»                         | 58.9         | 150          |
| 94    | Данила і Михайло Корилкевичі  | «Ленд Вест Компані»                       | 58.2         | 160          |
| 95    | Євген Єрмаков                 | «АТБ-Маркет»                              | 57.8         | не включений |
| 96    | Віктор Карачун                | «АТБ-Маркет»                              | 57.8         | не включений |
| 97    | Геннадій Буткевич             | «АТБ-Маркет»                              | 57.8         | не включений |
| 98    | Арсен Аваков                  | АТ «Інвестор»                             | 57.5         | 385          |
| 99    | Іван Торський                 | Холдинг «ТКС»                             | 56.9         | не включений |
| 100   | Валерій Мошенський            | «Планета-буд»                             | 56.4         | не включений |
| 101   | Володимир Трофименко          | «НЕСТ»                                    | 55.8         | 204          |
| 102   | Володимир Вагоровський        | «Амстор»                                  | 55           | 292          |
| 103   | Іван Фурсін                   | «РосУкрЕнерго»                            | 55           | 203          |
| 104   | Валерій Маковецький           | «Фокстрот»                                | 53           | не включений |
| 105   | Геннадій Виходцев             | «Фокстрот»                                | 53           | не включений |
| 106   | Сергій Лойченко               | СП «Метал Холдинг»                        | 49.8         | не включений |
| 107   | Андрій Деркач                 | ТРК «Ера»                                 | 49.7         | 162          |
| 108   | Давид Жванія                  | «Бринкфорд»                               | 43.8         | 270          |
| 109   | Сергій Сипко                  | Колишній співвласник «Сандора»            | 43.4         | не включений |
| 110   | Антон Шишкін                  | MCB Agricole Holding                      | 41.6         | не включений |
| 111   | Олександр Глимбовський        | «Альтис-Холдинг»                          | 41.4         | не включений |
| 112   | Олександр Данченко            | «Датагруп»                                | 40.8         | не включений |
| 113   | Людмила Русаліна              | Холдингова компанія «Петрус»              | 40.7         | не включений |
| 114   | Марк Беккер                   | КБ «Південний»                            | 39.6         | 310          |
| 115   | Олексій Зинов'єв              | «Дніпротяжмаш»                            | 38.6         | 177          |
| 116   | Валентин Ісак                 | Корпорація «Столиця»                      | 38.4         | 175.1        |
| 117   | Олег Левін                    | Дніпропетровський стрілочний завод        | 37.2         | не включений |
| 118   | Лев Парцхаладзе               | XXI сторіччя                              | 37.1         | 510          |
| 119   | Віктор Петренко               | «Атолл холдинг»                           | 36.7         | не включений |
| 120   | Сім'я Атанасових              | «Сентравіс Продакшн Юкрейн»               | 36.3         | не включений |
| 121   | Олег Сотников                 | Fozzy Group                               | 36.2         | 170          |
| 122   | Роман Чигир                   | Fozzy Group                               | 36.2         | 170          |
| 123   | Олексій Савченко              | Партнёр-банк                              | 36           | не включений |
| 124   | Юрій Триндюк                  | ХК «Хлібні інвестиції»                    | 35.9         | не включений |
| 125   | Ілля Кошкін                   | Фірма «Восток»                            | 33.8         | не включений |
| 126   | Володимир Костерін            | КБ «Трансбанк»                            | 33.5         | 652          |
| 127   | Микола Лагун                  | КБ «Дельта»                               | 33.4         | 410          |
| 128   | Павло Штутман                 | «Гідросила ГРУП»                          | 32.4         | не включений |
| 129   | Олександр Лещинський          | Азовська продовольча компанія             | 32.2         | не включений |
| 130   | Нвер Мхитарян                 | «Познякижилбуд»                           | 31.2         | не включений |
| 131   | Олександр Лойфенфельд         | АБ «Синтез»                               | 30.7         | 300.1        |
| 132   | Олександр Олейник             | НПП «БілоцерковМАЗ»                       | 30.6         | не включений |
| 133   | Анатолій Безух                | «Євразія Трейдинг Лтд»                    | 30.4         | не включений |
| 134   | Ігор і Вікторія Шарови        | «Євразія Трейдинг Лтд»                    | 30.4         | не включений |
| 135   | Юрій и Олександр Родіни       | КБ «Пивденный»                            | 30.3         | 253          |
| 136   | Сергій Лагур                  | КБ «Надра»                                | 29.3         | 660.1        |
| 137   | Олександр Третьяков           | «РУР Груп С.А.»                           | 28.1         | не включений |
| 138   | Володимир Місик               | Корпорація «Кулиничевський хлібокомбінат» | 27.2         | не включений |
| 139   | Сергій Скуртов                | Компанія «Інком»                          | 26.4         | не включений |
| 140   | Віктор и Андрій Веретеннікови | Комбинат «Придніпровський»                | 26.2         | не включений |
| 141   | Сергій и Василь Бубки         | Родовід-Банк                              | 26           | 370          |
| 142   | Дмитро Гончаров               | КБ «Європейський»                         | 24.2         | 163          |
| 143   | Вадим Мороховський            | КБ «Південний»                            | 24.1         | не включений |
| 144   | Олександр Табалов             | Кропивницький хлібозавод                  | 23.4         | не включений |
| 145   | Ігор Слюнков                  | Концерн «ЛИС»                             | 23           | не включений |
| 146   | Сергій и Олександр Федоренко  | Цукровий Союз «Укррос»                    | 22.1         | не включений |
| 147   | Юрій Вегер                    | СП «Влада-Промтекс»                       | 21.9         | не включений |
| 148   | Ігор Гіленко                  | КБ «Надра»                                | 21.5         | 605          |
| 149   | Сергій Єршов                  | «Фомальгаут»                              | 21.4         | не включений |
| 150   | Ігор Балабанов                | «БІС Холдинг»                             | 20.7         | не включений |

## Версія ЖурналуКорреспондент[9][10]

### Цікаві факти
- Це вже четвертий список Кореспондента, який було опубліковано 12 червня 2009 року.[10] Обрахунок найзаможніших українців ведеться журналом Кореспондент з 2006 року; тоді він складався з 30 дійових осіб, а вже у 2007-му з 50ти.
- Швидкість падіння українських мільярдерів і мільйонерів цього року була втричі вища, ніж у середньому по світу. Тоді як найбагатші українці за рік в середньому збідніли на 75%, мільярдери у всьому світі за останні 12 місяців, за даними журналу Forbes, в середньому втратили лише 23% вартості своїх активів. Поріг входу до числа 50 найбагатших українців опустився з $ 271 млн 2008 року до $ 65 млн у 2009 році.
- Партія регіонів залишається найзаможнішою суспільно-політичною організацією. 13 чоловік із списку ТОП-50 мають партквитки регіоналів. В сумі їхній капітал 2009 року оцінюється в $ 11,4 млрд. Найближчий переслідувач - Блок Юлії Тимошенко. В рядах БЮТа всього п'ять учасників рейтингу, які в сукупності володіють $ 2,45 млрд.
- Прийнято вважати, що концентрація капіталу в багатій олігархами Росії - одна з найвищих у світі. Проте десять найбагатших росіян володіють підприємствами, які в сумі коштують лише трохи більше 3% від ВВП РФ. У Україні ж десятка найбагатших людей володіє майном понад в 10% від ВВП країни.
- Лідером падіння в 2009-му виявився Роман Лунін, власник мережі Велика Кишеня. Усього за один рік його статок впав - капітал скоротився в 11 разів.
- З 24 мільярдерів в 2008-му у списку найбагатших залишилося лише четверо. Це традиційно донецький бізнесмен Ринат Ахметов, його дніпропетровські колеги Ігор Коломойський, Віктор Пінчук та Геннадій Боголюбов.
- За даними видання вартість активів Ахметова $ 9,6 млрд. Така цифра дозволяє йому очолити список також і російських мільярдерів. А другий в українському рейтингу, Ігор Коломойський, претендує лише на 19-е місце в рейтингу найзаможніших росіян.
- Сумарна вартість активів 50 найбагатших українців обвалилася за рік на $ 83,9 млрд. Цієї суми цілком вистачило б, щоб погасити всі корпоративні борги українських компаній.
- Уперше до рейтингу потрапила жінка. Це Філя Жебровська, співвласниця фармацевтичної компанії Фармак.
- У списку цього року лише 4 новачка. Це Іван Гута (№ 28), Володимир Загір'їв (№ 36), Філя Жебровська (№ 38), а також Данило та Михайло Корилкевичі (№ 45).
- Найбільше за рік постраждали ті, хто працює в банківській сфері. З десяти банкірів у 2008, у цьому році залишилися лише четверо, та й ті в сукупності втратили в активах 79%. Темпи падіння вартості активів вітчизняних фінансистів обернено пропорційні швидкості їх зростання напередодні кризи. Торік українські фінустанови в середньому дорожчали на 50-60%. Для порівняння, у 2008 році польські або чеські банки за рік зростли лише десь на 20%.
- Банкірів у списку потіснили представники аграрного сектора та харчової промисловості. Тепер у рейтингу 14 людей, так чи інакше пов'язаних із сільським господарством або виробництвом продуктів харчування.
- Лідер списку найзаможніших людей України 2009 в 147 разів заможніший від людини, яка посідає останній рядок рейтингу. Торік Ахметов був у 114 разів заможніший від аутсайдера, у позаминулому - в 68 разів.
- Якщо статки найбагатших українців будуть скорочуватися нинішніми темпами, то наступного року в Україні залишиться лише один мільярдер, а вхідний квиток у список 50 найбагатших українців складе близько $ 20 млн - рівно стільки на початку минулого року коштувала найдорожча квартира в Києві, розташована за адресою вул. Велика Житомирська 20/1.
- Середня зарплата в Україні становить 1850 грн. ($ 230). Це означає, що людині з такою зарплатою потрібно попрацювати більше 282 тисяч років, щоб увійти в поточний ТОП-50 найбагатших.

### Методика оцінювання
Щорічний рейтинг Корреспондента лягає в основу інших оцінок статків найбагатших українців. Розрахунки для журналу проводять фінансові фахівці інвестиційної компанії Dragon Capital згідно із затвердженою в ній системою оцінки активів на основі ринкової капіталізації підприємств та методу порівняльних оцінок. Корреспондент також зв'язується з кожним потенційним кандидатом на потрапляння до рейтингу для уточнення списку його активів.

### Рейтинг 50 найзаможніших Українців
| #  | Ім'я                                  | $ млн у 2009 | $ млн у 2008 | Сфера діяльності | Основні активи, держпосада |
| 1  | Рінат Ахметов                         | 9 600        |              |                  |                            |
| 2  | Ігор Коломойський                     | 2 300        |              |                  |                            |
| 3  | Віктор Пінчук                         | 2 200        |              |                  |                            |
| 4  | Геннадій Боголюбов                    | 1 700        |              |                  |                            |
| 5  | Костянтин Жеваго                      | 991          |              |                  |                            |
| 6  | Сергій Тарута                         | 753          |              |                  |                            |
| 7  | Віталій Гайдук                        | 753          |              |                  |                            |
| 8  | Олег Мкртчан                          | 753          |              |                  |                            |
| 9  | Олександр Ярославський                | 620          |              |                  |                            |
| 10 | Володимир Бойко                       | 606          |              |                  |                            |
| 11 | Віктор Нусенкіс                       | 570          |              |                  |                            |
| 12 | Юрій Косюк                            | 531          |              |                  |                            |
| 13 | Таріел Васадзе                        | 505          |              |                  |                            |
| 14 | Олексій Мартинов                      | 488          |              |                  |                            |
| 15 | Андрій Веревський                     | 446          |              |                  |                            |
| 16 | Василь Хмельницький                   | 369          |              |                  |                            |
| 17 | Сергій Тігіпко                        | 369          |              |                  |                            |
| 18 | Євген Сігал                           | 334          |              |                  |                            |
| 19 | Петро Порошенко                       | 306          |              |                  |                            |
| 20 | Леонід Байсаров                       | 285          |              |                  |                            |
| 21 | Геннадій Васильєв                     | 285          |              |                  |                            |
| 22 | Володимир Костельман                  | 256          |              |                  |                            |
| 23 | Дмитро Фірташ                         | 255          |              |                  |                            |
| 24 | Сергій Буряк, Олександр Буряк         | 238          |              |                  |                            |
| 25 | Валерій Хорошковський                 | 223          |              |                  |                            |
| 26 | Георгій Скудар                        | 221          |              |                  |                            |
| 27 | Григорій Суркіс, Ігор Суркіс          | 238          |              |                  |                            |
| 28 | Іван Гута                             | 192          |              |                  |                            |
| 29 | Андрій Іванов                         | 184          |              |                  |                            |
| 30 | Євген Черняк                          | 184          |              |                  |                            |
| 31 | Олександр Савчук                      | 178          |              |                  |                            |
| 32 | Ігор Єремєєв                          | 156          |              |                  |                            |
| 33 | Степан Івахів                         | 156          |              |                  |                            |
| 34 | Андрій Охлопков                       | 151          |              |                  |                            |
| 35 | Едуард Шифрін                         | 143          |              |                  |                            |
| 36 | Володимир Загорій                     | 141          |              |                  |                            |
| 37 | Микола Толмачов                       | 136          |              |                  |                            |
| 38 | Філя Жебровська                       | 126          |              |                  | .                          |
| 39 | Ігор Баленко                          | 121          |              |                  |                            |
| 40 | Віталій Антонов                       | 121          |              |                  |                            |
| 41 | Олександр Кардаков                    | 118          |              |                  |                            |
| 42 | Роман Лунін                           | 93           |              |                  |                            |
| 43 | Микола Янковський                     | 88           |              |                  |                            |
| 44 | Микола Лагун                          | 87           |              |                  |                            |
| 45 | Данило Корилкевич, Михайло Корилкевич | 87           |              |                  |                            |
| 46 | Борис Колесніков                      | 80           |              |                  |                            |
| 47 | Володимир Ландік, Валентин Ландік     | 70           |              |                  |                            |
| 48 | Андрій Клюєв, Сергій Клюєв            | 68           |              |                  |                            |
| 49 | Федір Шпиг                            | 67           |              |                  |                            |
| 50 | Олександр Деркач                      | 65           |              |                  |                            |